# Баклан синьогорлий
Баклан синьогорлий (Phalacrocorax penicillatus) — вид сулоподібних птахів родини бакланових (Phalacrocoracidae).

## Поширення
Вид займає тихоокеанське узбережжя Північної Америки — від південно-східної Аляски (США) до Нижньої Каліфорнії (Мексика). Птахи, що поширені північніше острова Ванкувер мігрує взимку на південь. Популяція виду оцінюється в 230 000 птахів. Він віддає перевагу скелястим узбережжям. Взимку досягає лиманів, але ніколи не трапляється у внутрішніх водах.

## Опис
Великий птах, завдовжки від 84 до 89 сантиметрів і розмахом крил 124 см. Найвища вага, зафіксована на сьогоднішній день, становила 2450 грамів. Самиці, в середньому, трохи менші за самців. Оперення чорного кольору з синюватим відблиском, особливо на спині. Ноги і дзьоб темно-сірого кольору. Горло в період розмноження стає яскравого кобальтово-синього кольору.